# Walter Gropius senior
Walter Gropius senior (* 22. Mai 1848; † 19. Februar 1911 in Charlottenburg) war ein deutscher Architekt und preußischer Baubeamter.

## Leben
Nach dem Abitur am Friedrichs-Gymnasium studierte er ab 1867 an der Berliner Bauakademie. 1870/1871 machte er den Feldzug gegen Frankreich als Einjährig-Freiwilliger des Garde-Füsilier-Regiments mit. Danach war er als Bauführer in Potsdam und Berlin tätig. 1882 wirkte er als Regierungsbaumeister (Assessor), 1891 als Bauinspektor und 1898 als Baurat am Polizeipräsidium in Berlin, das damals auch die Zuständigkeit für den Bau öffentlicher Straßen, Brücken und die heute noch als „Baupolizei“ bekannten Aufgaben hatte. 1908 wurde ihm der Titel „Geheimer Baurat“ verliehen. Außerdem erhielt er die Ehrendoktorwürde als Dr.-Ing. E. h.
Verheiratet war Gropius seit dem 8. Mai 1878 mit Manon Auguste Pauline Scharnweber (* 22. Juli 1855 in Berlin; † 22. Januar 1933 in Hannover), einer Tochter von Georg Scharnweber, dem Landrat von Niederbarnim und Besitzer des Ritterguts Hohenschönhausen. Aus der Ehe gingen vier Kinder hervor, darunter der Architekt Walter Gropius junior.

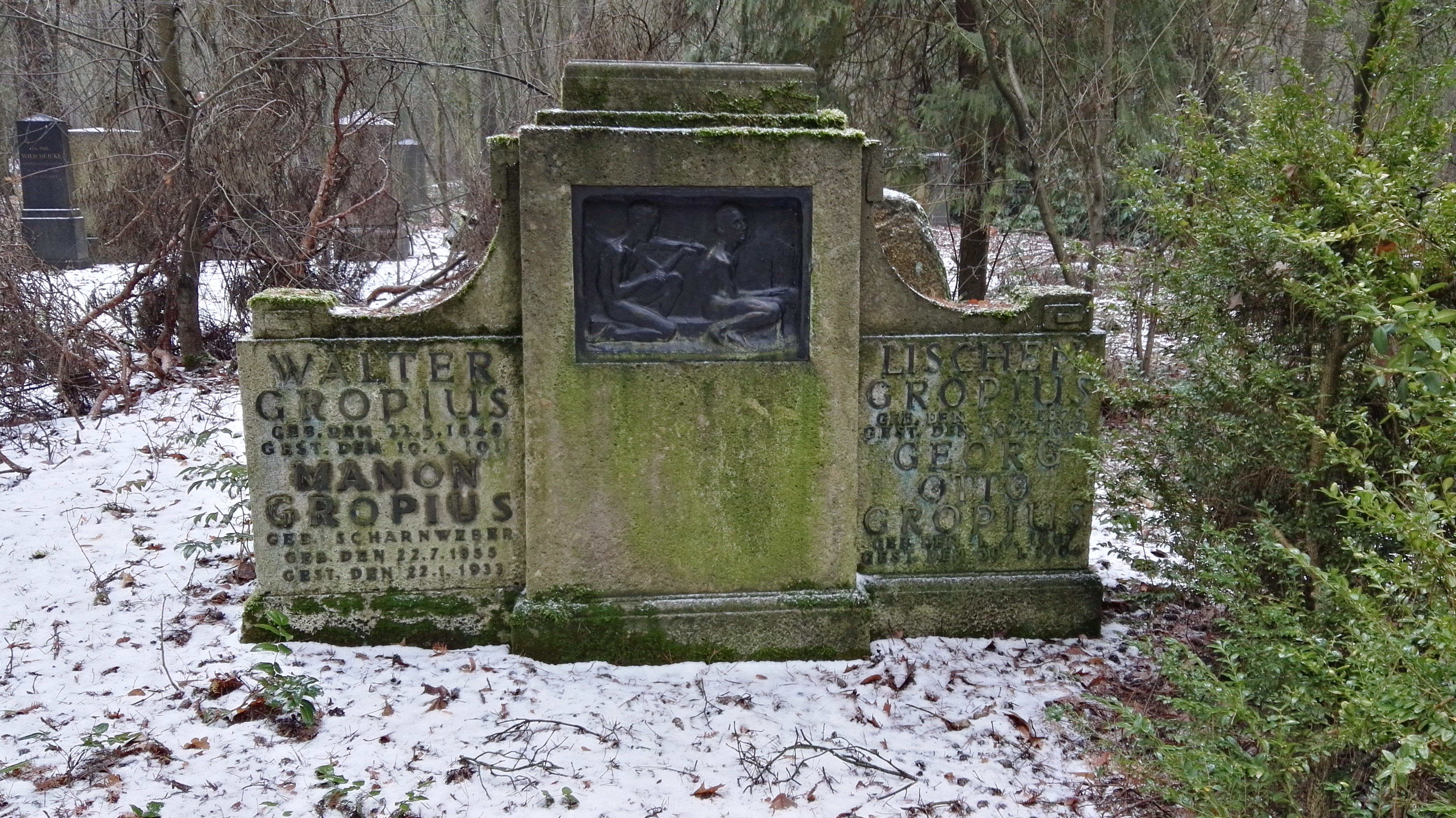
Grabstätte

Walter Gropius senior starb 1911 im Alter von 62 Jahren in Charlottenburg und wurde auf dem Alten St.-Matthäus-Kirchhof in Schöneberg beigesetzt. Im Zuge der von den Nationalsozialisten 1938/1939 durchgeführten Einebnungen auf diesem Friedhof wurden die sterblichen Überreste von Gropius auf den Südwestkirchhof Stahnsdorf bei Berlin umgebettet. Dort steht heute auch das bemerkenswerte Grabdenkmal, das Richard Scheibe für ihn entworfen hat. Die Gropiusstraße in Berlin-Hohenschönhausen wurde nach seiner Frau als Erbin des Rittergutes benannt.